# Uranocentrodon senekalensis
L'uranocentrodonte (Uranocentrodon senekalensis) è un anfibio estinto, appartenente ai temnospondili. Visse nel Permiano superiore (circa 252 milioni di anni fa) e i suoi resti fossili sono stati ritrovati in Sudafrica.

## Descrizione
Questo animale poteva raggiungere la considerevole lunghezza di 3,75 metri, e rappresentava uno dei più grandi anfibi del Permiano. Il solo cranio era lungo circa 50 centimetri. Il corpo di Uranocentrodon era molto appiattito; l'osso palatino era dotato di una singola fila di grandi denti. La pelvi era molto simile a quella del più antico Eryops, ma le ossa del polso e delle caviglie erano poco ossificate. Il corpo doveva essere piuttosto allungato ma robusto, simile a quello di un'enorme salamandra.

## Classificazione
Questo animale venne descritto per la prima volta da Egbert Cornelis Nicolaas van Hoepen nel 1911, sulla base di fossili incompleti ritrovati nello Stato Libero dell'Orange, in Sudafrica, in terreni inizialmente datati alla parte basale del Triassico (Induano). I fossili vennero inizialmente descritti come Myriodon senekalensis, ma vennero successivamente attribuiti dallo stesso van Hoepen al nuovo genere Uranocentrodon nel 1917. Altri fossili attribuiti a Uranocentrodon sono stati ritrovati in Madagascar (U. madagascarensis) ma sono attualmente considerati un nomen dubium. 

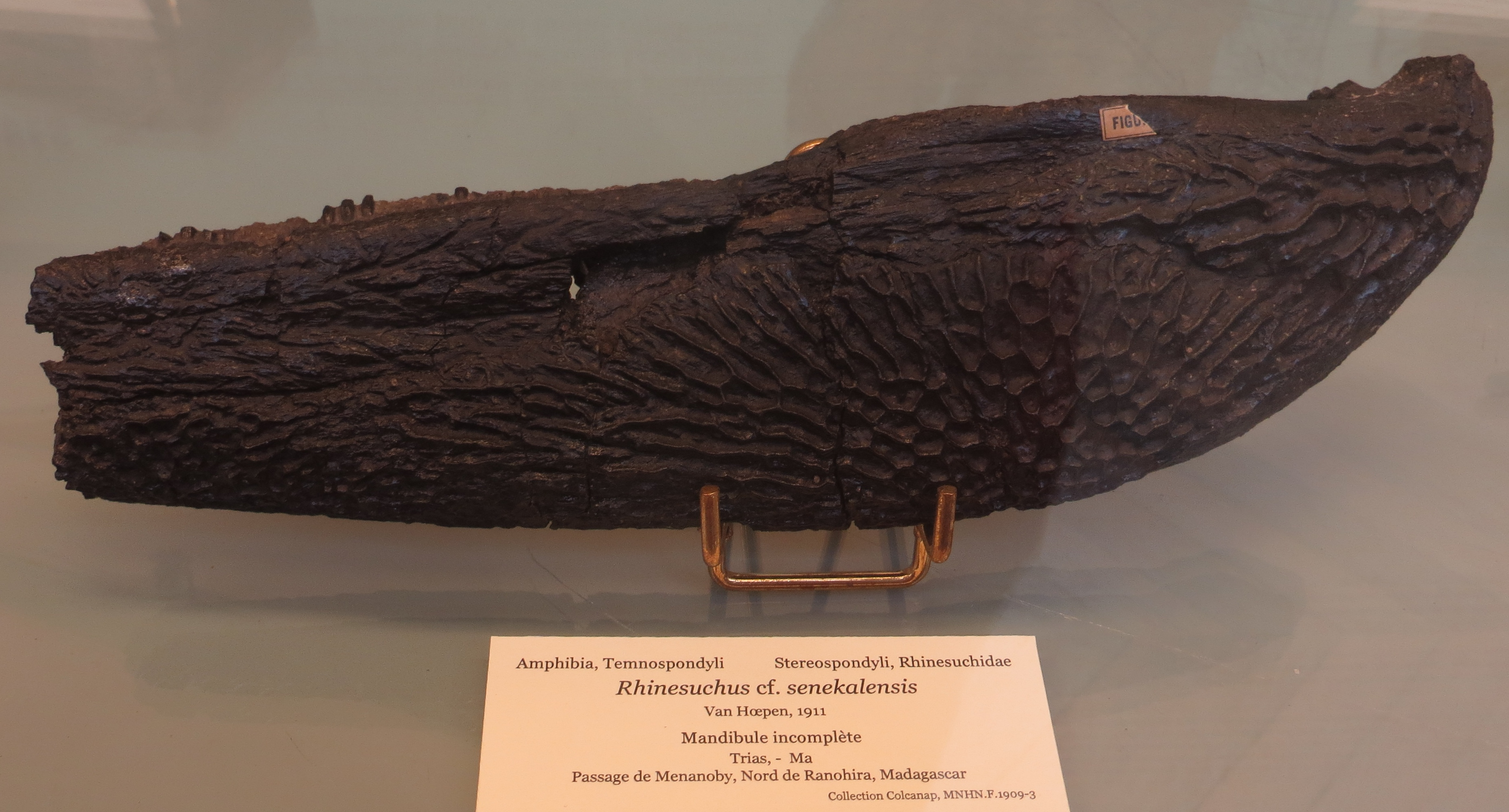
mandibola parziale di Uranocentrodon cf. senekalensis

Uranocentrodon è considerato un rappresentante dei rinesuchidi, un gruppo di anfibi temnospondili vissuti tra il Permiano superiore e il Triassico inferiore. Uranocentrodon rappresenta il più grande rinesuchide noto, e inizialmente era considerato uno degli ultimi; ricerche più recenti hanno però portato a considerare i terreni in cui sono stati ritrovati i suoi resti come risalenti al termine del Permiano.

## Paleobiologia
Uranocentrodon era dotato di caratteristiche da animale terrestre (come la pelvi robusta) e da animale tipicamente acquatico (le ossa di polso e caviglia poco ossificate). È probabile quindi che fosse un predatore tendenzialmente acquatico, che tuttavia era in grado di spingersi sulla riva e di spostarsi sulla terraferma.